# Юст, Габриэль
Габриэль Юст (нем. Gabriele Just, ур. Ортлепп (нем. Ortlepp); 28 сентября 1936 — 26 февраля 2024) — немецкая шахматистка и врач.

## Биография
С начала 1960-х до начала 1970-х была одной из ведущих шахматисток Германской Демократической Республики (ГДР). Три раза побеждала на чемпионатах ГДР по шахматам среди женщин (1964, 1965, 1972). Представляла сборную ГДР на шахматных олимпиадах (1966—1972). В 1963 году в командном зачете завоевала бронзовую медаль, а в индивидуальном зачете завоевала серебряную медаль.
В 1970-е годы успешно выступала в соревнованиях по переписке. Участница Второго чемпионата мира по заочным шахматам среди женщин, в котором заняла седьмое место.
В немецкой шахматной Бундеслиге среди женских команд с 1991 по 1996 год представляла шахматный клуб «Leipzig 1899» (Лейпциг). В 1996 году победила на открытом чемпионате Германии по шахматам среди женщин сеньоров. 
В 1965 году окончила медицинский факультет Лейпцигского университете и всю свою трудовую жизнь работала врачом в Лейпциге.